# Ultratop
Ultratop er en organisation der genererer og udgiver officielle hitlister i Belgien, og det er også navnet på de fleste af disse hitlister. Ultratop er en almennyttig organisation, der er skabt på initiativ fra Belgian Entertainment Association (BEA) og de belgiske medllemer af organisationen International Federation of the Phonographic Industry. To parallelle hitlister bliver produceret og publiceret på baggrund af Belgiens hollandsk-talende region Flandern og den anden del der er fransktalende i Vallonien.

## Hitlister
| Hitliste                            | Flandern | Vallonien |
| ----------------------------------- | -------- | --------- |
| Ultratop 50 Singles                 | Top 50   | Top 50    |
| Ultratop 200 Albums                 | Top 200  | Top 200   |
| Ultratop Compilations               | Top 20   | Top 20    |
| Ultratop Dance                      | Top 50   | Top 50    |
| Ultratop Urban                      | Top 50   |           |
| Ultratop Airplay                    | Top 30   | Top 30    |
| Ultratop Alternative Albums         | Top 50   |           |
| Back Catalogue Singles              | Top 50   | Top 50    |
| Dance Bubbling Under                | Top 20   | Top 20    |
| Albums Belges / Belgische Albums    | Top 40   | Top 20    |
| Mid Price                           | Top 20   | Top 20    |
| Heatseekers Albums                  | Top 20   | Top 20    |
| Albums Classiques / Klassiek Albums | Top 20   | Top 20    |
| DVD Musicaux / Muziek-DVD           | Top 40   | Top 10    |
| Ultratop Vlaams                     | Top 10   |           |
| Radio 2 Vlaams                      | Top 10   |           |
| Vlaams Kids                         | Top 5    |           |